# Fuente de Cantos
Fuente de Cantos är en ort och kommun i provinsen Badajoz i den autonoma regionen Extremadura i västra Spanien. Orten ligger cirka 91 kilometer sydost om Badajoz. Kommunen har 4 592 invånare (2024), på en yta av 251,77 km².